# Жара (ТВ филм)
„Жара” је југословенски ТВ филм из 1963. године. Режирао га је Даниел Марушић који је са Бориславом Мркушићем а по делу Луиђи Пирандела написао и сценарио.

## Улоге
| Глумац            | Улога |
| ----------------- | ----- |
| Ета Бортолаци     |       |
| Мато Ерговић      |       |
| Мато Грковић      |       |
| Мато Јелић        |       |
| Иво Сердар        |       |
| Фабијан Шоваговић |       |
| Крешимир Зидарић  |       |